# Iglesia de la Resurrección de Cristo (Montevideo)
La Iglesia de la Resurrección de Cristo es un templo de la Iglesia ortodoxa Rusa en Uruguay, perteneciente a la diócesis de Sudamérica de la Iglesia ortodoxa fuera de Rusia. Este se encuentra ubicado en  el barrio Goes de Montevideo. 

## Historia
En 1922, el arcipreste Konstantin Izraztsov llegó a Montevideo convencido de que la Colectividad Rusa en Uruguay merecía atención, que los inmigrantes estaban en condiciones de pobreza extrema y que era necesario ayudar a sus compatriotas. Por lo tanto, de manera urgente comenzaría a construir una residencia para el sacerdote y la edificación de un pequeño templo ortodoxo ruso. Con los fondos adquiridos, compra un terreno en la entonces calle Guaviyú. Donde comenzaría la construcción de la residencia para el sacerdote. 
Desde Argentina hicieron llegar diversos utensilios de iglesia y un pequeño iconostasio marchante con varios iconos para comenzar a realizar el servicio divino. En la sala de una casa todavía en obras, se realizó la primera liturgia ortodoxa en Uruguay. Los feligreses de la nueva parroquia ortodoxa no solo fueron rusos de Montevideo y sus alrededores, sino también de otras colectividades, como griegos, rumanos, búlgaros, sirios y serbios.
Dado que el número de feligreses fue aumentando significativamente con el tiempo, la pequeña sala de estar del Padre Mitrofan quedó muy pequeña para la realización de los servicios. Por lo tanto, se resolvió construir un templo que cumpla tal fin, con una cúpula, un campanario y una nueva residencia sacerdotal. En septiembre de 1926 se colocó la piedra angular de la fundación, siendo de alguna forma el inicio y fundación de la Comunidad Ortodoxa en Uruguay. Los principales fondos para la construcción de la Iglesia de la Santa Resurrección provinieron del Protopresbítero Konstantin Izraztsov, quien desde el 23 de julio de 1926 era el principal administrador de las parroquias rusas en América del Sur. 
Finalmente, en 1929  son culminaron la obras del pequeño templo en la zona del Cerro, pero resultó demasiado distante para muchos vecinos de la ciudad y poco funcional. En los días de los servicios, que generalmente eran sábados o domingos por la noche, solo se reunían los residentes locales: rusos, griegos y serbios. Para la liturgia dominical, los feligreses preferían realizarla entonces en la casa del sacerdote en Colorado y Guaviju  .
El 4 de septiembre de 1934, por decreto del Sínodo de los Obispos de la ROCOR, se estableció que la Eparquía de São Paulo, estaría a cargo de todas las parroquias de América del Sur, con excepción de las parroquias argentinas.
A consecuencia de la crisis económica de los años treinta, la construcción del templo se paralizó. El templo permaneció sin terminar durante muchos años. 
Tras el fin de la Segunda Guerra Mundial, una nueva ola de inmigrantes llegó a Uruguay, la cual aumentaría el número de feligreses, por lo que debió reanudarse la construcción del templo.

## Aprobación
El 1 de noviembre de 1933, a propuesta del protopresbítero Konstantin Izraztsov, el sacerdote Mitrofan Vinogradov fue registrado en el Ministerio de Relaciones Exteriores como Representante de la Iglesia Ortodoxa Rusa en Uruguay. Posteriormente, el gobierno uruguayo aceptaría y aprobaría los estatutos de la Comunidad Rusa Ortodoxa en Uruguay y, el 6 de febrero de 1934, le será otorgada la personería jurídica. 

## Enlaces
- Iglesia de la Resurrección de Cristo

- Datos: Q16230479
- Multimedia: Iglesia de la Resurrección de Cristo / Q16230479